# Marc Dautry
Pour les articles homonymes, voir Dautry.
Marc Dautry, né à Nîmes en 11 mars 1930 et mort à Montauban le 12 juillet 2008 , est un graveur, sculpteur et dessinateur français.

## Biographie
Marc Dautry étudie à l'École supérieure des beaux-arts de Toulouse.

## Œuvres

### Sculptures
- La Statue de la Liberté, commémoration bicentenaire de la Révolution, bronze, 3,5 m. Montauban, Tarn-et-Garonne ;
- La Stèle de la déportation à Montpezat-de-Quercy, Tarn-et-Garonne.

### Illustrations
- Les Sonnets de Michel-Ange, en 1971, Éditions Les Heures Claires.
- Les Sonnets de Pétrarque, en 1976, Éditions Les Heures Claires.
- Les Caprices, en 1977, 21 burins dont quelques-uns présentés sur ce site dans la galerie, aux Éditions La Main de Bronze.
- Le Voyage au bout de la Nuit de Céline, en 1979, dont il est très heureux d'avoir imprimé lui-même sur les presses de son atelier les soixante trois lithographies, pour les Éditions Les Heures Claires.
- La Légende de Tristan et Yseult dans le texte de Joseph Bédier en 1981, aussi pour les Éditions Les Heures Claires.
- Les Lettres Persanes, de Montesquieu, en 1986, Éditions de l'Imprimerie nationale.
- Les veillées de Chasses d'Henri Guizard, en 1987, aux Éditions Universelles.

## Conservation
Son travail est conservé dans de nombreux musées de par le monde :
- Metropolitan Museum of Art de New York
- Albertina museum de Vienne
- Galerie des Offices à Florence
- Musée du Vatican à Rome
- Musée Ingres, Montauban